# Вакакуса, Кэй
Кэй Вакакуса (яп. 若草 恵 Вакакуса Кэй, настоящее имя Тору Сайто (斉藤 徹 Сайто: То: ру); род. 10 февраля 1949) — японский композитор и аранжировщик.

## Биография
Кэй Вакакуса родился в префектуре Ямагата 10 февраля 1949 года. Его отец был композитором японской музыки энка. В средних и старших классах школы Кэй играл в духовом оркестре, в то же время изучая классическую музыку под руководством Миэко Хаяси (林 三重子). После окончания школы он занимался в Yamaha Music Foundation, брал уроки джаза у Садао Ватанабэ, писал музыкальное сопровождение к рекламе. Затем, под влиянием композитора и поэта Тайдзабуро Накаямы и своих родителей, начал сочинять песни. В 1990, 1997 и 2001 годах получал призы на фестивале Japan Record Awards. Писал и аранжировал музыку для таких исполнительниц как Хибари Мисора, Наоко Кэн, Акина Накамори, Оуян Фэйфэй. Кроме того, Кэй Вакакуса писал музыку для фильмов, дорам и аниме.

## Работы в аниме
- 2007 — Summer Days with Coo
- 2006 — Kemonozume
- 2005 — My Wife is a High School Girl
- 2001 — Хикару и Го
- 1995 — Romeo's Blue Skies
- 1989 — Hi-Speed Jecy